# Brad Parscale
Brad Parscale (Topeka (Kansas), Verenigde Staten, 3 januari 1976) is een Amerikaanse digitale consultant en politieke raadgever.
Parscale was de digitale mediadirecteur voor Donald Trumps presidentiële campagne in 2016 en fungeerde als campagneleider voor Trumps herverkiezing in 2020.
Hij begon voor de Trump Organization te werken in 2011 door websites te ontwerpen en te ontwikkelen, alsmede het creëren en leiden van digitale mediastrategieën. Begin 2015 huurde Trump Parscale en zijn bedrijf Giles-Parscale in om een website te ontwerpen voor zijn experimentele campagne.
Toen Trump zichzelf in 2015 uitriep tot Republikeinse kandidaat, was Parscale een van de eerste mensen die hij belde. Hij vroeg hem zijn experimentele campagnewebsite te veranderen in "een volledig uitgebalanceerde presidentiële campagnewebsite".
Gedurende de Republikeinse voorverkiezing was Parscale verantwoordelijk voor de Donald J. Trump for President-website, evenals voor de digitale mediastrategie en online fondsenwervingscampagnes. In juni 2016, werd Parscale officieel benoemd tot digitale mediadirecteur voor de Donald J. Trump for President campaign, met toezicht op alle aspecten van digitale media en online fondsenwerving, evenals op de traditionele mediastrategie, zoal via radio- en televisieplatforms.
In januari 2017 lanceerde Parscale, samen met de senior Trump-medewerker Nick Ayers, formeel America First Policies, een non-profitorganisatie, die president Trumps agenda en "Witte Huis" initiatieven propageert.

## Afkomst en opleiding
Parscale werd geboren in Topeka (Kansas). Zijn vader, Dwight Parscale, was assistent openbare aanklager en stelde zich in 1974 als 28-jarige kandidaat voor het Congres als Democraat. Dwight Parscale was eigenaar van een restaurant en werd later de CEO van NewTek, een in Topeka gevestigd bedrijf (nu gesitueerd in San Antonio (Texas)), dat zowel videoapparatuur en -accessoires, als software voor beeldbewerking op personal computers produceert. Zijn moeder, Rita Parscale, was een kleine ondernemer.
Parscale doorliep de Shawnee Heights High School in Tecumseh (Kansas) en verhuisde naar Texas Parscale, die 2,10 m. lang is, speelde basketbal in high school, en studeerde aan de University of Texas in San Antonio (Texas) op een atletiek-beurs. Door een sportblessure moest hij zijn sportieve carrière vroegtijdig afbreken. Later studeerde hij aan Trinity University, waar hij in 1999 een graad behaalde in financiën, internationale handel en economie.

## Carrière
Parscale verhuisde na zijn studie voor enkele jaren naar Californië. In 2004 keerde hij terug naar San Antonio, en begon hij zijn digitale marketingzaken met een start-investering van $500. In 2011 ging Parscale samenwerken met Jill Giles. Het bedrijf Giles-Parscale, specialiseerde zich in top-design, branding en digitaal media werk. Het bedrijf is sindsdien opgegaan in CloudCommerce Inc., dat Parscale Digital en Giles Design’ ‘exploiteert als afzonderlijke eenheden.
Parscale was medeoprichter van SATechBloc, een organisatie, die focust op het bedienen van de technische sector van San Antonio.
De verkoop van Giles-Parscale aan CloudCommerce in augustus 2017 deed wenkbrauwen rijzen, toen via de nieuwskanalen berichten verschenen dat de verwervende onderneming een kruimel-bedrijf was dat lang bestaande banden onderhield met een voormalig medewerker, die was veroordeeld wegens ernstige bedrijfsfraude. Parscale bleef niettemin lid van de directie.

## Donald Trumps presidentiële campagne 2016
In 2011 werd het duo Giles-Parscale ingebracht in de Trump Organization, waarbij Parscale werd beschouwd als een "digitale goeroe”,  om het ontwerpen en ontwikkelen van websites, alsmede een digitale media strategie te leveren ‘'Trump International Realty'‘..
Parscale continueerde zijn zakelijke relatie met de Trump Organization, met het leveren van digital media diensten voor de Trump Winery en de Eric Trump Foundation. 
Begin 2015 werd Giles-Parscale ingehuurd om een website te ontwerpen voor Donald Trumps experimentele campagne, waarbij zij $1,500 berekenden voor de site. Gedurende het gehele verkiezingsproces, werd Giles-Parscale $94 miljoen uitbetaald door de Trump-campagne. In 2016 werd Parscale aangeduid als de "digitale campagne directeur.
Parscale gebruikte sociale media-advertenties gebaseerd op een experimentele strategie van gevarieerde gelaatsuitdrukkingen, kleuren van lettertypes en leuzen, zoals "Basket of Deplorables”.
Parscale's specifieke rollen hielden de supervisie in over het digitaal adverteren en op televisie, "small dollar" fondsenwerving, direct mail, en het politieke en advertentie-budgetbeheer. Ook was hij de verbindingsman met de toenmalige stafchef Katie Walsh van de Republikeinse Nationale Conventie. Hij was ook hoofd van de data-analyse en -research, met inbegrip van peilingen.
Parscale claimde dat na analyse Virginia en Ohio niet meer konden worden herwonnen, reden waarom hij besloot de campagne-instrumenten opnieuw in te zetten in Michigan en Wisconsin. Deze verschuiving leidde voorts tot het besluit om Trump naar Michigan en Wisconsin te sturen en bij de inspanningen zwaar in te zetten op deze twee staten. Dit besluit was instrumenteel bij het winnen van de presidentsverkiezing door Trump, aangezien beide staten historisch gezien Democratische staten zijn.
Parscale maakte intensief gebruik van medewerkers van Facebook, Twitter, Google, en andere platforms bij het opstellen en produceren van de campagne advertenties en nam hen op in zijn staf, zodat deze zo gesouffleerd zou worden om genoemde platforms zo te navigeren dat alle beschikbare kwaliteiten benut werden. 
Hij ontkende assistentie te hebben gekregen, die gelinkt kan worden aan Rusland/.
Parscale had geen data-wetenschappers of enig digitaal team in dienst tijdens de Republikeinse Voorverkiezing en verrichtte het meeste adverteerwerk in de sociale media vanuit zijn huisadres. Hij studeerde ook op het houden van wedstrijden tussen Tech-bedrijven zo te programmeren dat tegen de laagste kosten van adverteren ruimte kan worden gekocht op Facebook of andere platforms.
Parscale kon Facebookadvertenties gebruiken om individuele kiezers in Swing States gericht te benaderen. Dat waren in 2016 volgens Politico: Colorado, Florida, Iowa, Michigan, Nevada, New Hampshire, North Carolina, Ohio, Pennsylvania, Virginia en Wisconsin.
Trump won in totaal 114 Electoral College stemmen van deze staten, tegenover Clinton, die in totaal 32 Electoral College stemmen won in deze staten. Op CNN "60 Minutes" legde Parscale het voorbeeld uit dat hij in staat was rechtstreeks specifieke kringen van kiezers te benaderen, die bezorgd waren over de infrastructuur, om daarna dan Trump en diens plannen om de verkruimelende infrastructuur in de V.S. te renoveren, te promoten.
Ondanks dat hij Cambridge Analytica had ingehuurd voor hulp bij microtargeting en dat Cambridge Analytica beweerde dat zij de sleutel waren naar Trumps overwinning, ontkende Parscale dat hij hulp had gekregen van het bedrijf, omdat hij van mening is dat de psychologische profielen, die Cambridge Analytica gebruikt, niet werken. Volgens Parscale wees de Clinton Campagne de hulp van deze platforms af..
Parscale verklaarde tijdens het 60 Minutes-interview onder meer: 
"Ik begreep vroeg dat Facebook de sleutel was hoe Donald Trump kon gaan winnen. Twitter is hoe hij spreekt tegen de mensen. Facebook was hoe hij ging winnen".
De Trump-campagne had aanvankelijk uitsluitend Donald Trumps persoonlijke financiering om zijn campagne te bekostigen. Parscale startte een forse campagne van onderop op Facebook, die rap geld binnen bracht uit alle windstreken van de Verenigde Staten. Parscale schreef het succes toe aan zijn uitgebreide aanwezigheid in de sociale media om van daaruit gebruik te maken van de mogelijkheden die platforms als Facebook, Twitter, Snapchat en Google bieden. Hij zei dat omdat de Trump-campagne van plan was om $100 miljoen op sociale media te spenderen, en dat bedrijven in die sector voorbereid waren om de campagne te ondersteunen in het effectief gebruiken van dat geld.
De campagne liet geld binnenstromen bij Facebook, dat duizenden versies van gecombineerde advertenties verzond om de response te verhogen. Vervolgens werd het presidentschap gewonnen met een marge die weliswaar krap was, maar verifieerbaar groot genoeg was dat Parscale (en Facebook) de credits ervoor konden opeisen.
—  Philip Bump, The Washington Post
De database van kiezersgegevens die Parscale's sociale media advertentiecampagne in de presidentiële verkiezing van 2016 dreef, “Project Alamo” gedoopt, een naam die uiteindelijk alle betrokken fondsenwerving en politieke politieke promotie-inspanningen omvatte.

## Trumps presidentiële campagne voor herverkiezing in 2020
Op 27 februari 2018 benoemde president Trump Parscale tot zijn campagnemanager voor herverkiezing in 2020. Aangezien hij het vertrouwen van de familie geniet, heeft hij een aanzienlijke vrijheid van handelen.
Vier maanden voorafgaand aan de verkiezingsdag 3 november 2020 maakte president Trump per Facebook zijn besluit bekend, dat hij Parscale ontslaat als campagneleider wegens ontevredenheid over zijn prestaties tijdens verkiezingsrallies in coronatijd.
Als nieuwe campagneleider wees hij Bill Stepien aan. Parscale kon wel aanblijven als adviseur.

## Privé
Parscale werd in juli 1999 vader. Moeder van zijn dochter was een vrouw van 22 jaar, die hij had ontmoet toen hij in een schoonheidssalon werkte. De twee trouwden in maart 2003 en scheidden in oktober 2007.
In de zomer van 2012 trouwde hij met Candice Blount. Sinds 2019 bezit dit paar drie onderkomens in Fort Lauderdale (Florida).
Op 27 september 2020 werd Parscale in het ziekenhuis opgenomen nadat zijn vrouw de politie van Fort Lauderdale had gealarmeerd met de melding dat hij gewapend was en dreigde zichzelf geweld aan te doen. Volgens de politie reageerden zij op een melding van "dreigende mannelijke gewapende suicide". Parscale staat vooralsnog onder justitieel toezicht. President Trump sprak zijn steun voor hem uit en gaf in een verklaring de Democraten de schuld van diens toestand.